# Nikita Kanda
Nikita Kanda (Birmingham, Tierras Medias Occidentales, 29 de julio de 1995) es una presentadora y locutora de radio británica. Tras incorporarse a la BBC Asian Network en 2021, se convirtió en la presentadora del Asian Network Breakfast en julio de 2022. En 2023, compitió en la vigesimoprimera temporada de Strictly Come Dancing.

## Vida y carrera
Kanda nació el 29 de julio de 1995 en Birmingham, Tierras Medias Occidentales. Es de ascendencia india. Estudió cine y medios audiovisuales en la universidad y, tras licenciarse, trabajó en Zee TV y presentó el programa de la emisora Asian Star 101.6FM. Participó en producciones teatrales del West End, como The Wiz, Bugsy Malone, Annie y Pocahontas. Kanda también apareció como una de las treinta mujeres en la serie final del programa de citas de ITV, Take Me Out, en 2019.
En marzo de 2021, Kanda se incorporó a la BBC Asian Network, donde trabajó principalmente como presentadora de relevo y presentadora los sábados por la tarde. En julio de 2022, empezó a presentar temporalmente el Asian Network Breakfast Show, y posteriormente fue nombrada presentadora permanente en enero de 2023. Por su trabajo en la emisora, fue nominada a «presentadora del año» en los Asian Media Awards. Kanda también es reportera habitual en The One Show, y ha estado al frente de diversos temas, como el auge de los negocios sin dinero en efectivo y el apoyo del Gobierno al deporte femenino.
En agosto de 2023, se anunció que Kanda participaría en la vigesimoprimera temporada de Strictly Come Dancing. Formó pareja con el bailarín profesional Gorka Márquez, siendo eliminados en la tercera semana de competencia.